# Craspediopsis acutaria
Craspediopsis acutaria là một loài bướm đêm trong họ Geometridae.